# حمرة (طوباس)

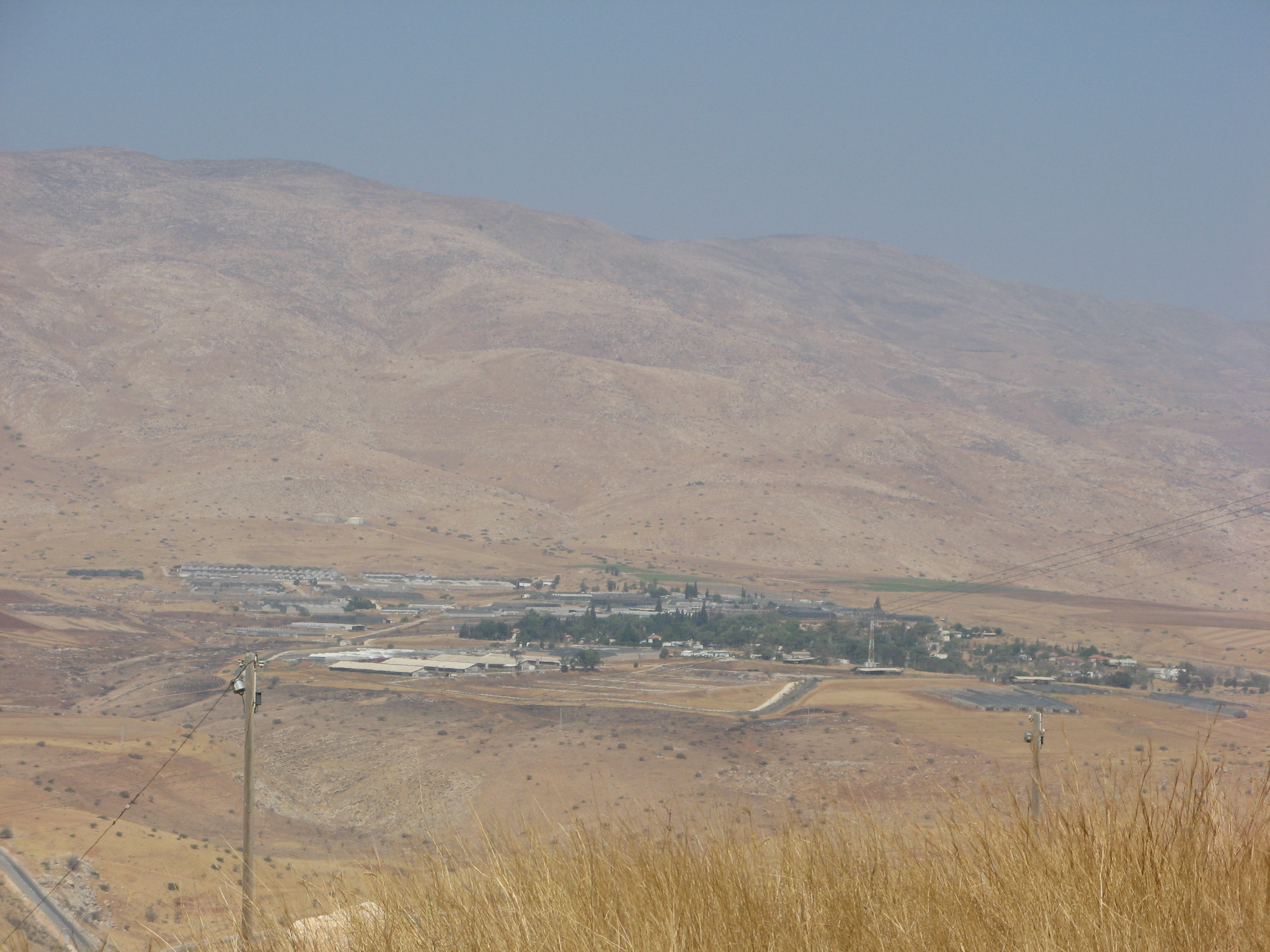

حمرة هي قرية صغيرة تقع إلى جنوب شرق طوباس في الأغوار ويحدها من الشرق شارع 90 القدس_أريحا_طوباس_بيسان، ومن الغرب النصارية (طوباس) والجنوب شارع 90 وأريحا وقراها، والشمال واد الفارعة و طوباس، في بداية القرية يوجد حاجز الحمرة العسكري.

## الاقتصاد
يعمل أهالي القرية في الزراعة فهي منطقة جيدة للزراعة لإنها منطقة غورية.